# モリーノ
モリーノ（イタリア語: Morino）は、イタリア共和国アブルッツォ州ラクイラ県にある、人口約1,400人の基礎自治体（コムーネ）。

## 地理

### 位置・広がり

#### 隣接コムーネ
隣接するコムーネは以下の通り。括弧内のFRはフロジノーネ県（ラツィオ州）所属を示す。
- アラトリ (FR)
- チヴィタ・ダンティノ
- チヴィテッラ・ロヴェート
- フィレッティーノ (FR)
- グアルチーノ (FR)
- サン・ヴィンチェンツォ・ヴァッレ・ロヴェート
- ヴェーロリ (FR)
- ヴィーコ・ネル・ラーツィオ (FR)

## 行政

### 分離集落
モリーノには、以下の分離集落（フラツィオーネ）がある。
- Brecciose, Grancìa, Morino Vecchio, Rendinara